# Música da Croácia
A característica da música nacional da Croácia é a correlação musical entre o berda e o bugarija.

## História
A música da Croácia, assim como o próprio país, tem três influências principais: a do Mediterrâneo nas áreas costeiras, dos Bálcãs, especialmente nas áreas montanhosas e continentais, e da Europa Central nas partes centrais e norte do país.
A música de tamburitsa (tamburica) é uma forma de música popular croata que envolve instrumentos de corda. Tornou-se cada vez mais popular a partir dos séculos XVIII e XIX, com movimentos similares surgindo também na Rússia, Itália e Ucrânia.
Os temas principais de canções tamburicas são os temas comuns do amor e da vida feliz nas vilas.
O termo “tambura” (expressão para todos os instrumentos existentes em uma orquestra “tamburica”) refere-se a qualquer instrumento de cordas, como originalmente a balalaica russa, o bandolim italiano ou a bandura ucraniana.
O termo “tamburica” - do ponto de vista gramatical - é o diminutivo de “tambura”. Hoje na Croácia a expressão “orquestra tamburica” é bastante usual. O termo “tambura” existia em povos eslavos antes da existência da Croácia como país, pelo menos 1.300 anos atrás. Existem suposições que os Turcos teriam trazido tais instrumentos à região da Croácia há 500 anos.
A capital da Croácia, Zagreb, é também a capital musical do país, e foi considerada a capital musical da Yugoslávia, quando a Croácia fez parte desta. A cidade possui um conservatório, uma orquestra e uma casa de óperas e balé, todas reconhecidas mundialmente, e promove uma influente bienal de música contemporânea.
Durante o romantismo, surgiu aquele que é considerado o pai da ópera croata, Vatroslav Lisniski. Seus sucessores foram Ivan Zajc e Franjo Kuhac. Já no século XX, foram destaque Josip Slavenski, Jakov Gotovac e Kresimir Baranovic (considerados "folclóricos") e Blagoje Bersa, Boris Papandopoulo, Albe Vidakovic, Stevan Sulek e o aluno deste último, Milko Kelemen, considerados "modernistas".

## Instrumentos
Na música croata, os instrumentos básicos para a música popular tradicional são chamados de tambura: são instrumentos de corda, normalmente usados em conjuntos de três a dez músicos. Há diversos tipos de tambura, com três a quatro cordas. Os básicos são samica (três cordas), bisernica (duas), prim (uma corda), bas-prim ou brač (duas), čelović (duas), čelo (quatro), bas ou berda (quatro cordas), e bugarija ou kontra (uma).
Todos estes instrumentos devem ter sua origem na região da Pérsia (hoje Irã), onde os assírios já possuíam instrumentos muito similares 5.000 anos atrás.
Antigamente os músicos tocavam esses instrumentos sozinhos, hoje ainda encontram-se alguns músicos tocando individualmente em algumas vilas do interior da Croácia. Porém, a beleza da música original croata se percebe melhor com grupos de músicos tocando de forma conjunta. Normalmente esses grupos são formados por 7 a 10 músicos, e, quando em grupos superiores a 20 músicos, chama-se uma “orquestra tamburica”.

### Berda
O berda (baixo, begeš) é o maior instrumento em uma orquestra “tamburica”. O músico toca de pé e dedilha as cordas usando seus próprios dedos ou um plectro de couro grosso. A orquestra depende deste instrumento que dá a cadência da música através das batidas.

### Bugarija
O bugarija (contra, kontra) é um instrumento típico para acompanhamento que toca na maior parte acompanhando o berda. É muito similar à guitarra, mas tem menos cordas e um som um pouco mais elevado.

### Bisernica
A bisernica (prim, “a pérola pequena”) possui um som característico, macio, que é similar àquele de outros instrumentos como o bandolim italiano ou a balalaica russa. Tem som muito elevado e fino.

### Brač
O brač (basprim) é um pouco maior do que um bisernica, e é tocado da mesma maneira, mas com um som mais profundo do que este. Este instrumento toca geralmente a melodia principal de uma canção ou a segunda ou terceira vozes.

### Čelo e Čelović
Os instrumentos Čelo e Čelović são aproximadamente do tamanho de uma guitarra. Dão não somente dinâmica às partes musicais mas enfatizam também outras variações proeminentes de uma canção.